# Ville-di-Paraso
Ville-di-Paraso (korsisch E Ville di Parasu) ist eine Gemeinde in der Balagne auf der französischen Insel Korsika. Sie gehört zur Region Korsika, zum Département Haute-Corse, zum Arrondissement Calvi und zum Kanton L’Île-Rousse. Die Bewohner nennen sich Villais oder Villesi.

## Geografie
Ville-di-Paraso liegt auf ungefähr 400 Metern über dem Meeresspiegel. Die angrenzenden Gemeinden sind Monticello im Norden, Occhiatana und Costa im Osten, Pioggiola im Süden und Speloncato im Westen.
Durch Ville-di-Paraso fließen Bäche wie der Ruisseau de San Clemente, der Ruisseau de Pinzu Corbo und der Ruisseau de Carignelli.

## Bevölkerungsentwicklung
| Jahr      | 1851 | 1962 | 1968 | 1975 | 1982 | 1990 | 1999 | 2006 | 2012 |
| --------- | ---- | ---- | ---- | ---- | ---- | ---- | ---- | ---- | ---- |
| Einwohner | 785  | 225  | 197  | 175  | 172  | 168  | 128  | 174  | 173  |

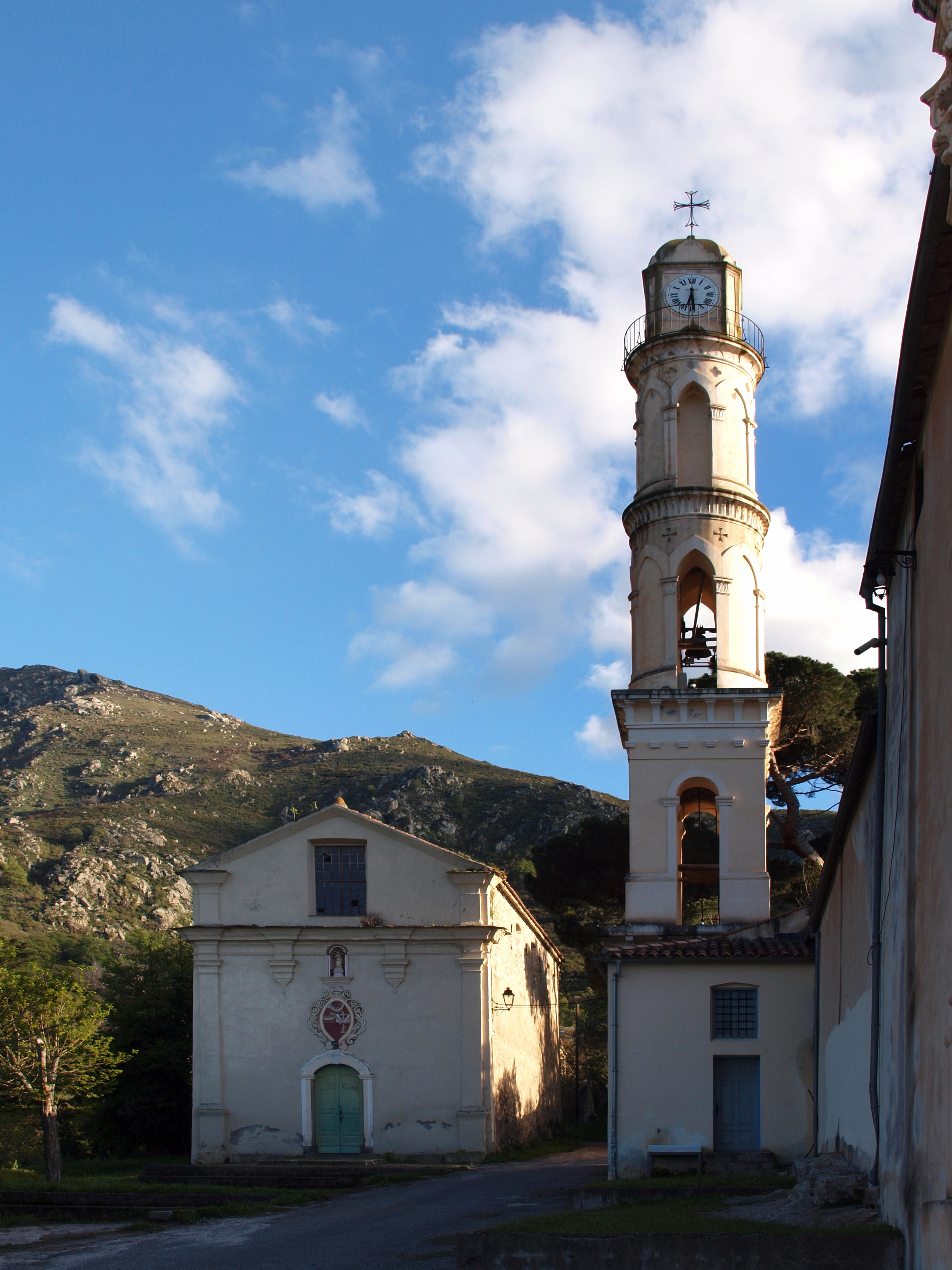
Kirche San Simone
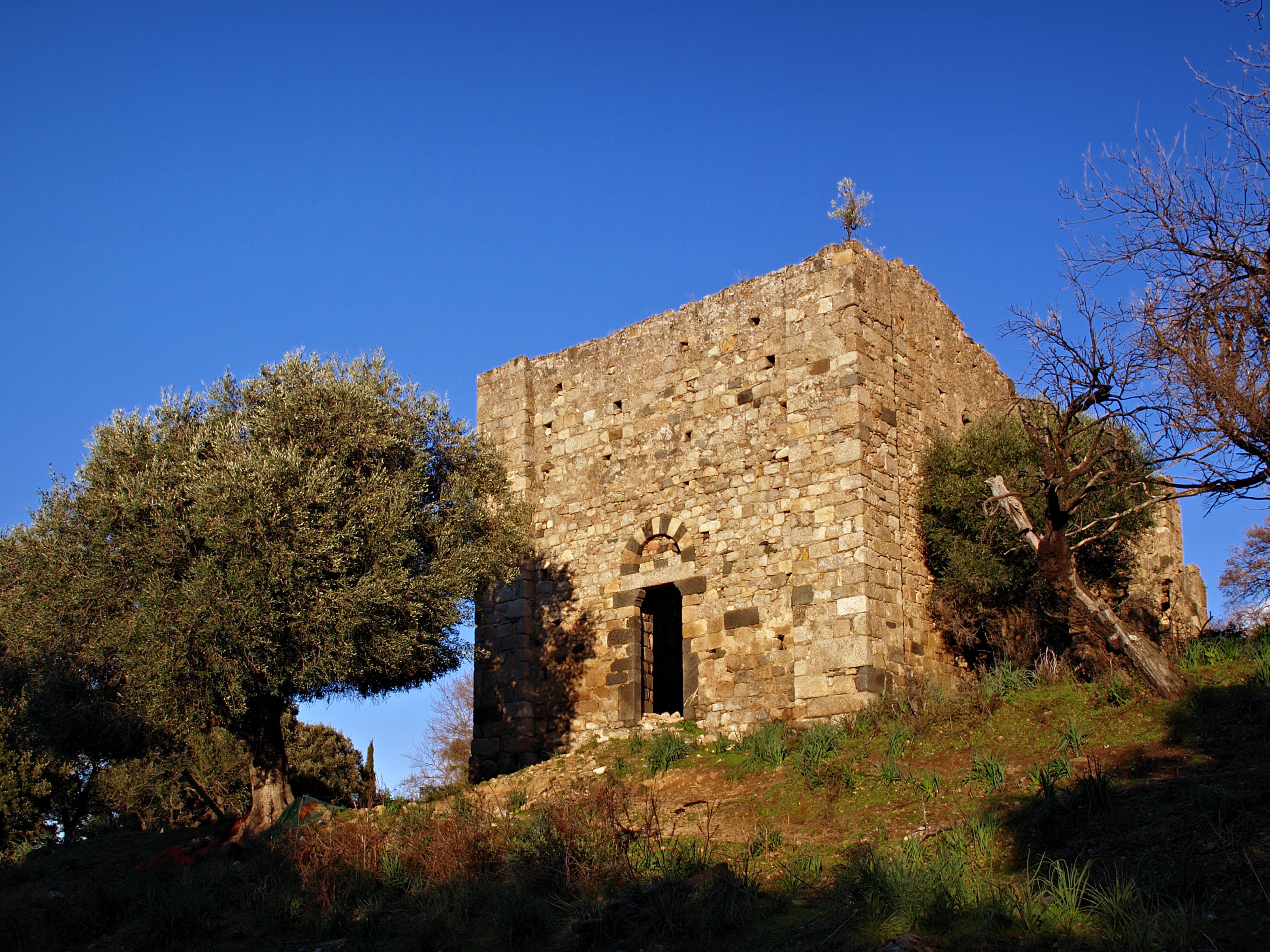
Kirchenruine Saint-Jean de Tuani

## Persönlichkeiten
- Jean Sirinelli (1921–2004), Gräzist